# Política de Gibraltar

O emblema do governo de Gibraltar combina as armas representativas da coroa britânica e as próprias do território, outorgadas por Isabel I de Castela no século XVI.

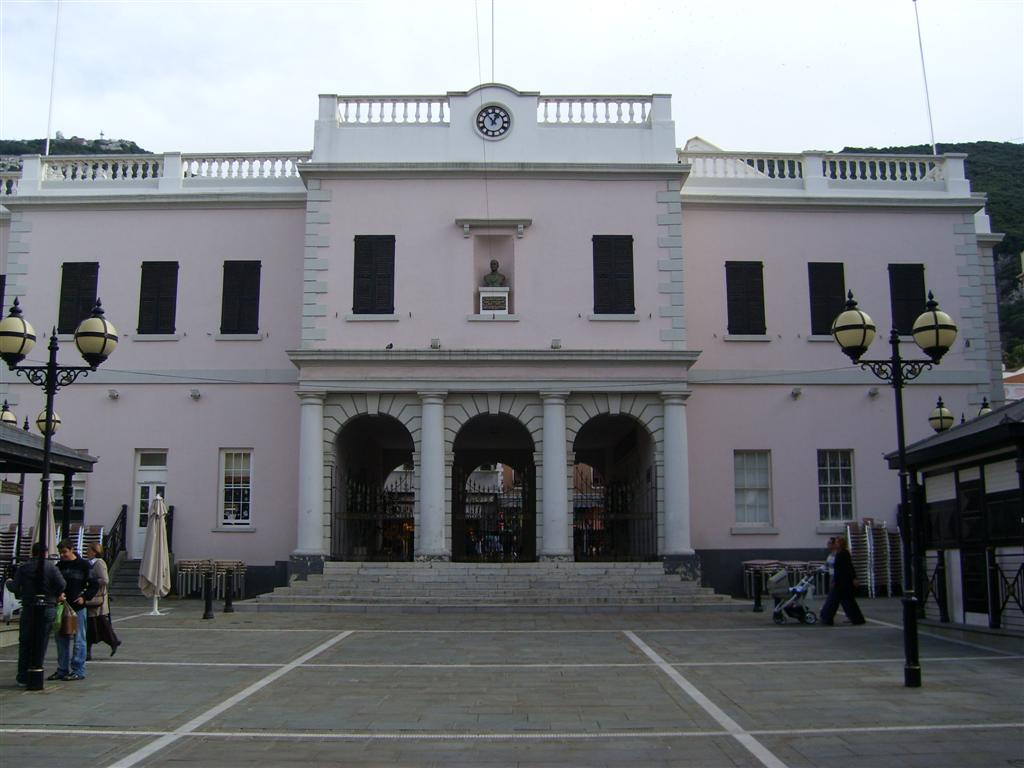
O Parlamento de Gibraltar.

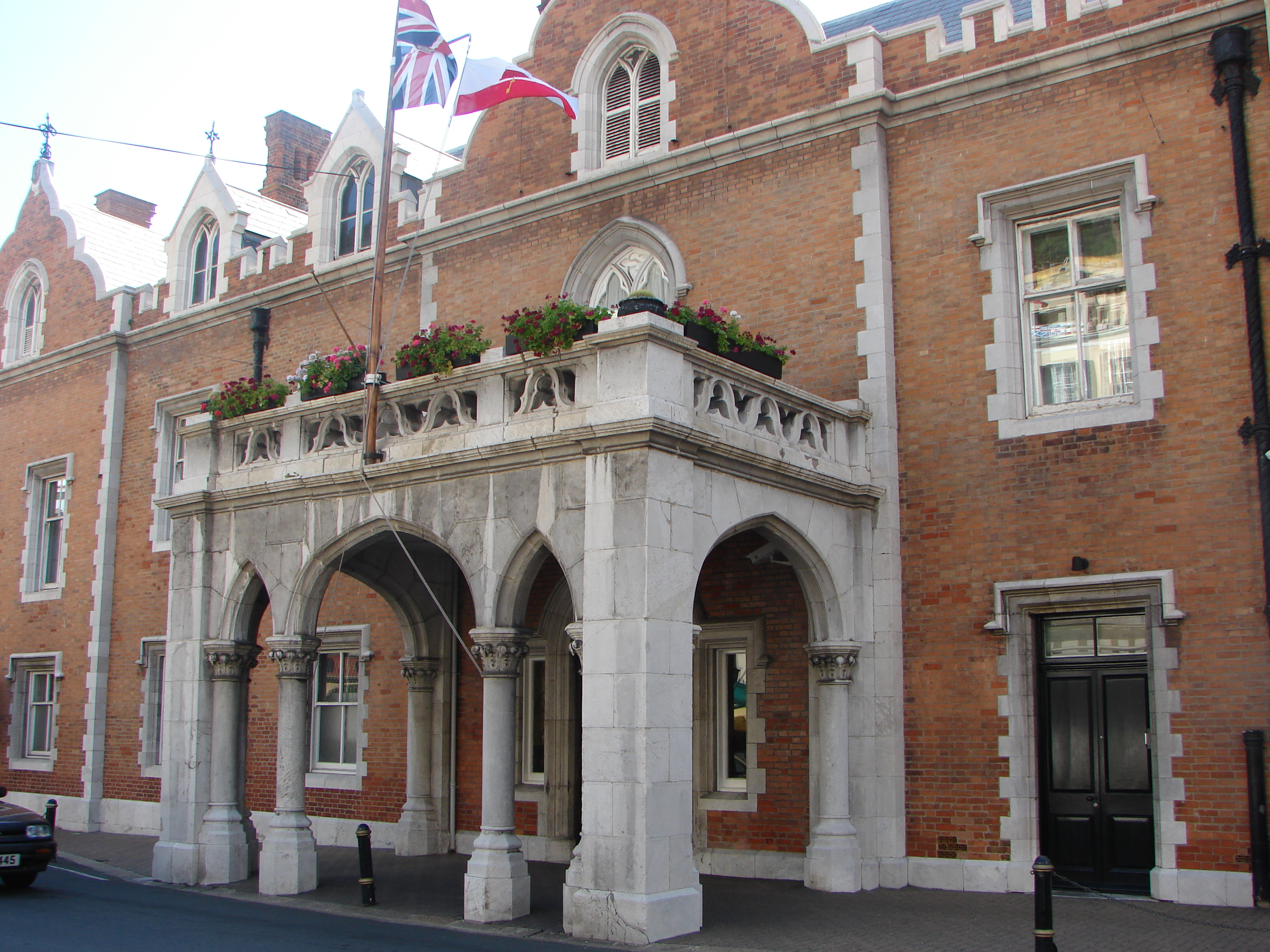
Palácio do Governo de Gibraltar.

Gibraltar é um dos territórios britânicos ultramarinos, e o poder executivo de Gibraltar é partilhado pelo Governador, designado pelo monarca do Reino Unido, e pelo seu governo autónomo, presidido por um Ministro Principal. Desde a adopção das cartas constitucionais de 1969 e de 2006, este último desenvolveu a sua autonomia em diversos aspectos, embora os assuntos de defesa, relações externas, segurança interna e finanças sejam competências reservadas ao Governador de Gibraltar.
A questão da soberania é um dos temas dominantes da política de Gibraltar. Os dois partidos políticos principais, o social-democrata (Gibraltar Social Democrats, GSD) e o trabalhista (Gibraltar Socialist Labour Party, GSLP) centram o seu discurso neste capítulo em oposição a qualquer transferência de soberania para a Espanha, cujos governos têm tradicionalmente solicitado a retrocessão do território. Por seu lado, a posição mantida pelo governo britânico, de não optar por nenhuma mudança sem o consentimento do povo de Gibraltar, foi flexibilizada após as negociações de 2002, ao aceitar o principio de soberania conjunta com Espanha. No entanto, os partidos políticos locais, com o apoio da oposição britânica, opuseram-se fortemente a este acordo, reclamando em seu lugar a autodeterminação da península e instando o Governo a realizar uma consulta semelhante à que fora formulada em 1967.
O referendo de 2002 tinha a pergunta "Aprova o principio de que o Reino Unido e Espanha partilhem a soberania de Gibraltar?", à qual só se podia responder afirmativa ou negativamente, foi seguido por cerca de 88% do censo, e resultou num apoio da opção de recusa por 99% dos participantes, enquanto apenas 187 cidadãos apoiaram a proposta.
Em 30 de Novembro de 2006, um referendo foi feito para que os gibraltinos votassem sobre uma constituição. 60,4% de participação conduziu a 60,24% de votos a aprovar a constituição e 37,75% contra, sendo os restantes brancos ou nulos. A aceitação de uma constituição foi apoiada pelo "Chief Minister", Peter Caruana, como passo importante para o desenvolvimento político de Gibraltar.